# Mikołaj Kornicz Siestrzeniec

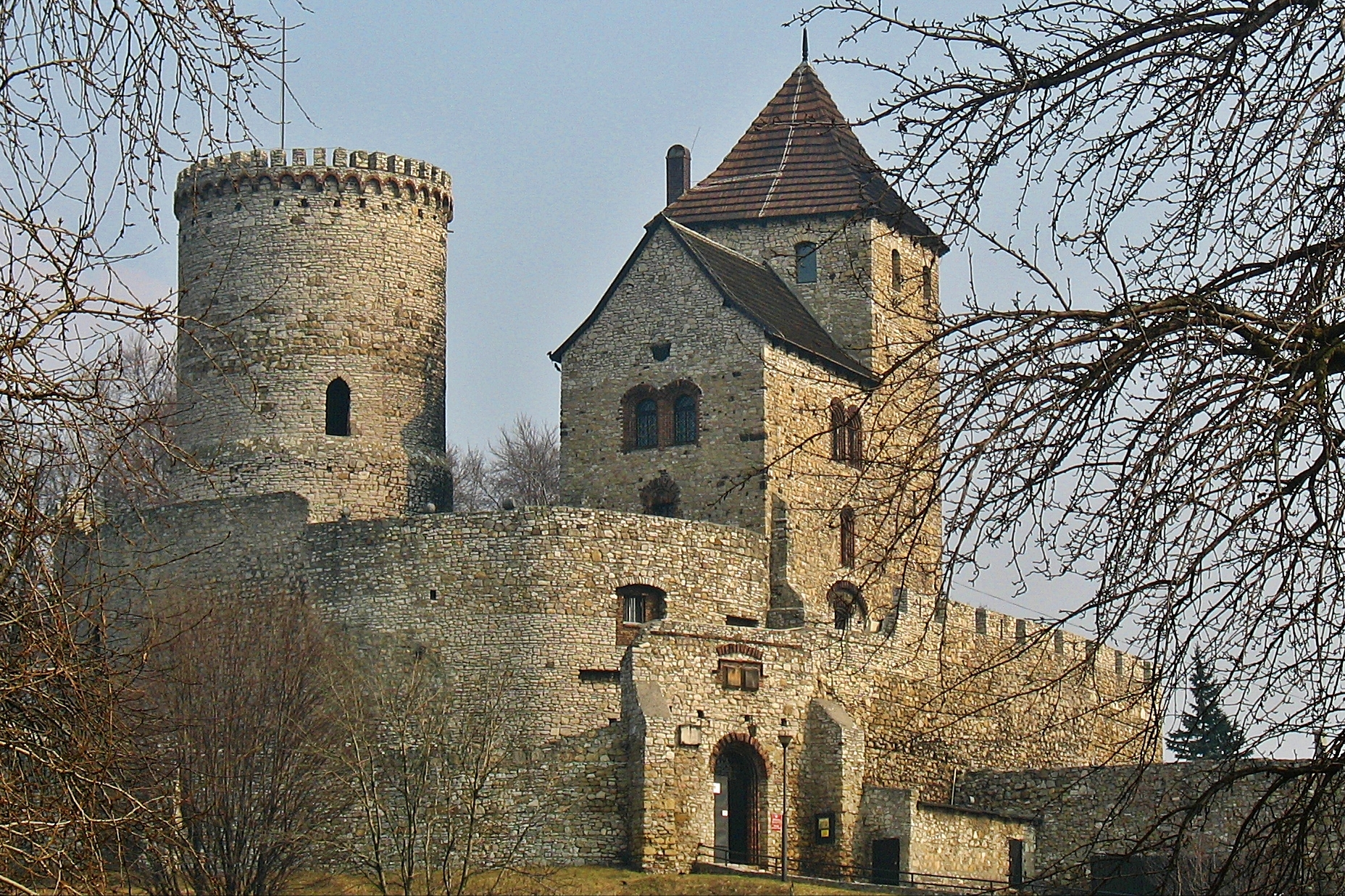
Zamek w Będzinie, długoletnia siedziba Mikołaja Kornicza Siestrzeńca

Mikołaj Kornicz Siestrzeniec, właściwie Mikołaj z Jaroszowa herbu Kornicz (zm. 1445) – burgrabia będziński i rabsztyński.

## Życiorys
Mikołaj Kornicz pochodził z niezamożnej rodziny ze Śląska (gniazdem rodowym była wieś Kornice w powiecie raciborskim). Przez pewien czas był także właścicielem podbocheńskich Krzyżanowic Małych (obecnie część Proszówek), z których pisał się w latach 1414–1429. 10 kwietnia 1415 za zasługi po wojnie z Zakonem w Prusach został burgrabią zamku w Będzinie. W 1421 Władysław II Jagiełło wysłał go z listem do Pragi. 
W 1429 roku jako zwolennik prohusyckiego programu stronnictwa kanclerza Szafrańca groził królowi najazdem husytów. Sam jednak husytą nigdy nie był i praktyk husyckich nie uprawiał. Natomiast powierzony swej pieczy zamek będziński był przez niego wykorzystywany jako baza dla poparcia ruchu husyckiego, szczególnie w okresie gdy husyci opanowali Śląsk. Dopuszczał się przemocy wobec swoich przeciwników politycznych. Janowi Oleśnickiemu – marszałkowi królestwa – zarzucił nieszlachectwo, Tomkowi z Nawojowej uwięził dziecko, uwięził i zakuł w dyby Świętosława, mieszczanina z biskupiego Sławkowa. Jego ludzie pobili i ograbili starostę biskupiego. Dopiero po 10 latach o krzywdy upomniał się sąd. 
1 marca 1434 wyrok sądu królewskiego wykazał następujące winy Mikołaja: 
- kradzież części skarbu należnej królowi w 1410 przy zdobyciu Dzierzgonia;
- zdradę tajemnic państwowych;
- knowania przeciw Polsce z Zygmuntem Korybutem;
- wydanie królowi węgierskiemu polskich jeńców tureckich;
- fałszowanie dokumentów;
- utrzymywanie na zamku bandy Ślązaków, którzy uprawiali w Polsce rozbój i dzielili się z nim łupem.

Na mocy wyroku sądu utracił funkcję burgrabiego będzińskiego, lecz niebawem wykupił dożywotnie wójtostwo w mieście. Wkrótce (dzięki znajomościom z możnym rodem Szafrańców) został jeszcze burgrabią rabsztyńskim i starostą przedborskim.